# Igreja de São Miguel (Póvoa de São Miguel)

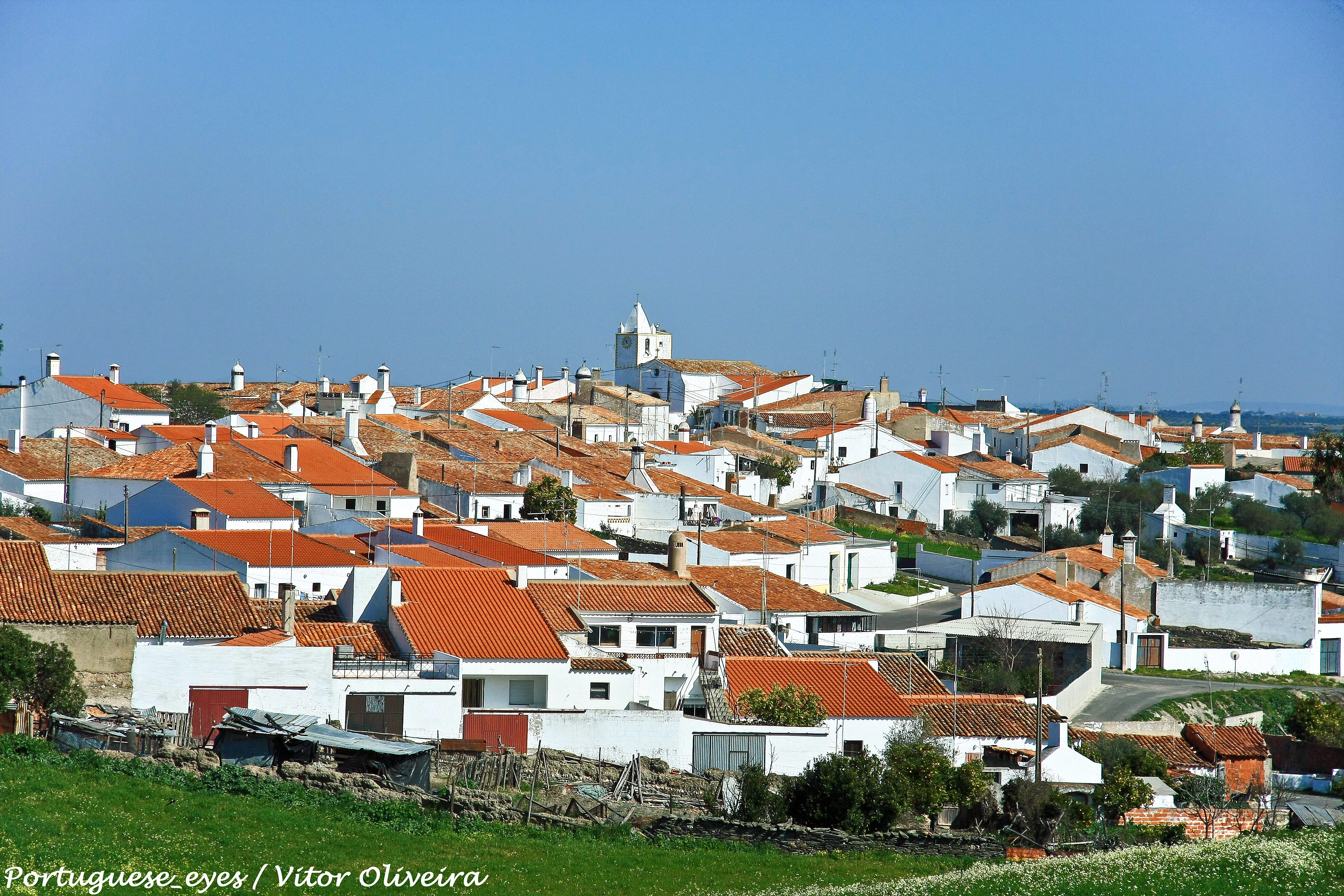
Igreja Matriz de Póvoa de São Miguel, na Freguesia de Póvoa de São Miguel.

A Igreja Matriz de São Miguel, situa-se na Póvoa de São Miguel, concelho de Moura. Foi construída entre o final do século XV e o primeiro quartel do século XVI foi pertença da Ordem de São Bento de Avis.
A igreja tem origens no século 16, embora se acredite que foi concluída no século 18. Em 1755, sofreu danos significativos devido ao terramoto. 
Em 2024, a igreja fechou devido ao estado de conservação. 
A igreja tem um estilo barroco, com uma fachada principal rematada por ameias na capela-mor, lembrando outras igrejas da região, como a Igreja de Santa Cruz de Marmelar.
O edifício é composto por uma nave, torre sineira e capela-mor. A sua cobertura é diferenciada, com telhados distintos. No interior, destaca-se a abóbada da nave decorada com pinturas murais.
As pinturas na abóbada representam anjos e os quatro evangelistas, oferecendo um toque artístico ao espaço.
No interior, encontram-se três altares principais: um dedicado a Nossa Senhora do Rosário, outro ao Senhor Jesus e o altar-mor, dedicado a São Miguel. 